# (511002) 2013 MZ5
 (511002) 2013 MZ5 とは、アモール群に属する地球近傍小惑星 (NEA) の1つである。

## 概要
2013 MZ5 は、2013年6月18日12時12分頃 (UTC) にパンスターズ計画によって発見された。偶然にも、2013 MZ5 は通算10000個目に発見された地球近傍天体 (NEO) となった。これは1898年に初めて発見された NEO であるエロスから115年かかった事になる。しかし、最初の100年間の NEO の発見数が約500個であるのに対し、それ以降はパンスターズをはじめ、LINEAR や NEAT などの複数の自動検出プログラムによって、NEO は急速に発見数を増やした。2013年現在では、NEO の発見数は1日3個のペースとなっており、2013 MZ5 はそのさなかに発見された。
NASAの Lindley Johnson によれば、これは重要なマイルストーンであるが、地球に衝突すると被害を及ぼしうる天体はまだ無数に存在し、少なくともこの10倍もの NEO を発見しなければ、地球に影響を及ぼす天体を全て探したとは言えないという。2013年現在でも、NEO のうち、地球全体に被害を与える恐れのある、直径1km以上の未発見の天体は十数個程度と見られているが、140m級は推定1万5000個のうちの約70%、被害を及ぼしうる最低サイズの30m級は推定100万個以上のほとんどが未発見であると考えられている。なお、2013 MZ5 の直径は約300mであると推定されている。

## 軌道の性質
(511002) 2013 MZ5 の公転軌道と地球の公転軌道の最小距離は6860万km (0.459au) であると推定されており、軌道の変化がなければ将来的に地球に衝突する恐れの無い天体である。軌道長半径は火星軌道とほぼ同じ2億7200万km (1.55au) であるが、軌道離心率0.175のややゆがんだ楕円形の軌道を有するため、近日点距離は1億9100万km (1.28au) であり、遠日点距離は2億7200万km (1.82au) である。
2013年7月10日に地球から6922万km (0.46272au) のところを通過する。それ以前以後の地球に対する接近は、(511002) 2013 MZ5 の観測回数が少なく、軌道要素が十分に確定していない事から不明である。